# Maria Krey
Maria Dorothea Krey eller Maria Kreij, född 1695 i Pommern, död efter år 1760, var en svensk barnmorska. 
Krey var född i Pommern av "ärbar släkt".  Hon gifte sig med teologie kandidaten och filosofie magistern Niclas Krey, men ska tidigt ha blivit änka. 
Krey spelade en på sin tid betydande roll som lärare i förlossningskonsten.  Innan Serafimerlasarettet grundades i Stockholm 1752, hade stadens barnmorskor ingen institution där de kunde få den utbildning för att klara de krav som ställdes på dem för att de skulle kunna passera licenskraven av år 1711. De fick därför gå som lärlingar till en redan etablerad kollega. Krey var en av de mest flitigt anlitade och rekommenderade av dessa lärare.
Enligt Allmänna Barnbördshusets matrikel: 
"Hade mycket förtroende och lär även varit en förståndig och skicklig jordgumma till sena åldern och av den tidens lärare anlitad och känd; ledde rätt många unga nylärlingar av dess kön, emedan icke barnbördshuset var upprättat".
Hon var verksam som barnmorska i Stockholm i 31 år, och ska ha förlöst 4 059 barnafödare. År 1760 uppräknas hon som "Barnmorska, tyska Informatoeers enkan Madame" i mantalskrivningen.